# 本多三男
本多 三男（ほんだ かずお、1898年（明治31年）12月29日 - 1945年（昭和20年）1月21日）は、大日本帝国陸軍軍人。最終階級は陸軍少将。

## 経歴
長野県出身。1920年（大正9年）5月、陸軍士官学校第32期卒業。1930年（昭和5年）陸軍大学校第42期卒業。
飛行第8戦隊長を経て、1941年（昭和16年）3月、陸軍大佐に進む。大東亜戦争に入ると陸軍航空士官学校教官、宇都宮教導飛行師団司令部附と歴任し、1944年（昭和19年）12月に第3飛行団長に補されたが、1945年（昭和20年）1月21日、戦死し、陸軍少将に没後特進した。

## 親族
- 岳父：南次郎（陸軍大将）